# 馬凱特鎮區 (密歇根州麥基諾縣)
馬凱特鎮區（英語：Marquette Township）是位於美國密歇根州麥基諾縣的一個行政鎮區。

## 地方資料
馬凱特鎮區的面積為352.70平方千米，當中陸地面積為251.70平方千米，而水域面積為101.00平方千米。根據2020年美國人口普查的數據，當地共有人口611人，而人口密度為每平方千米1.73人。